# Caroline Beil

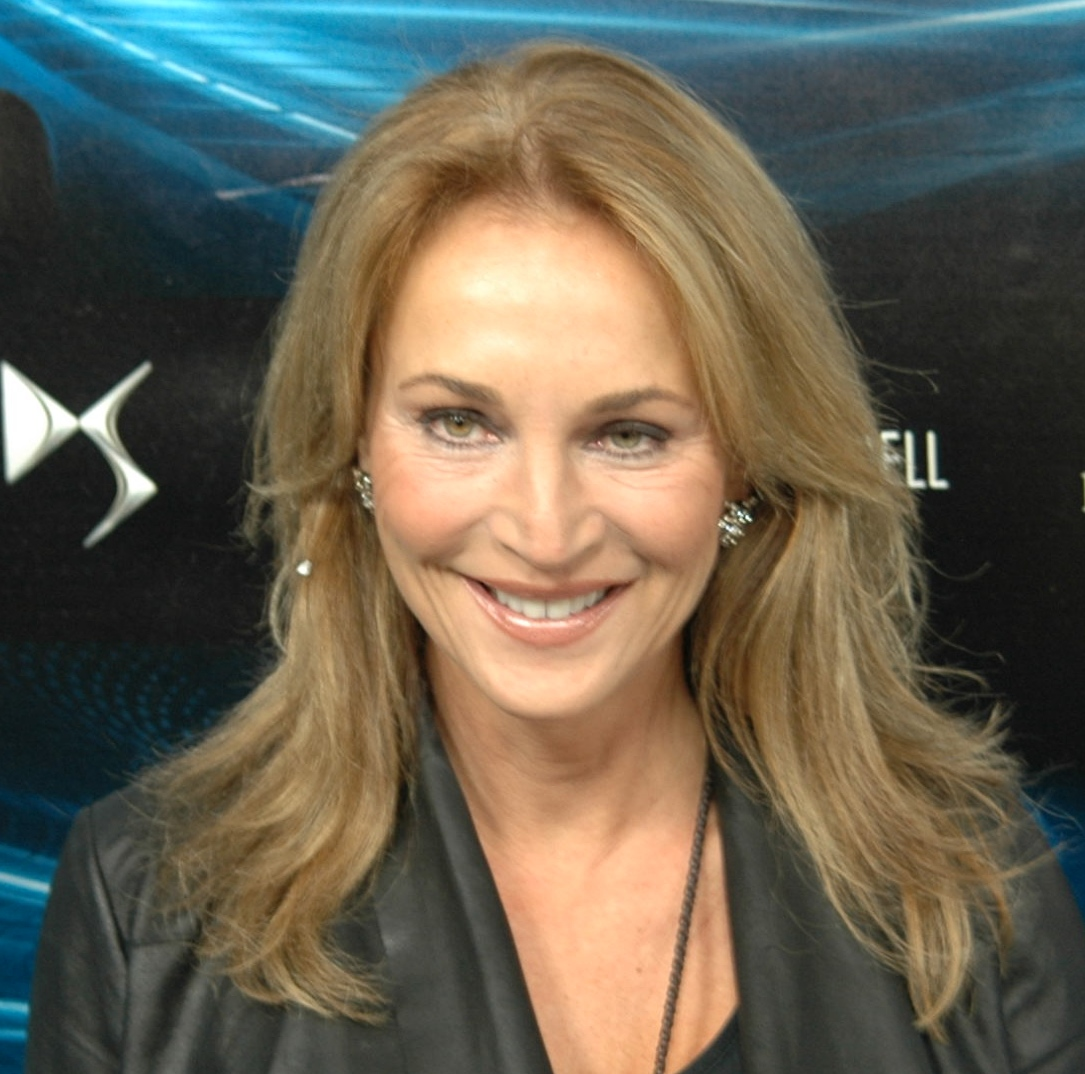
Caroline Beil (2014)

Caroline Beil (n. 3 noiembrie 1966, Hamburg) este o moderatoare TV și actriță germană.

## Biografie
Caroline este fiica unui trompetist. Ea a urmat cursurile de artă dramatică în diferite orașe printre care și în Los Angeles. După mai mulți petrecuți în străinătate ca fotomodel, studiază sociologia și economia la Hamburg. În același timp, este și sincronizatoare de voce și moderatoare TV. Ea va scrie o carte despre tatăl care a murit de cancer. Din anul 2006 trăiește cu moderatorul Pete Dwojak.

## Filmografie
- 2006: Gute Zeiten, schlechte Zeiten
- 2007–2008: Sturm der Liebe (Telenovela) ca Fiona Marquardt (serialele 477–668)